# Badgers Mount
Badgers Mount – wieś w Anglii, w hrabstwie Kent, w dystrykcie Sevenoaks. Leży 28 km na zachód od miasta Maidstone i 27 km na południowy wschód od centrum Londynu.